# Selección femenina de fútbol de Honduras
La selección femenina de fútbol de Honduras es el equipo representativo del país en las competiciones oficiales de fútbol femenino. Su organización está a cargo de la Federación Nacional Autónoma de Fútbol de Honduras, la cual es miembro de la Concacaf.
Honduras no ha clasificado al Premundial Femenino Concacaf, por lo que no ha clasificado para jugar en la Copa Mundial Femenina de Fútbol.

## Historia
Los mayores éxitos de Honduras a nivel femenino han llegado en la categoría  Sub-20 en la que ha logrado clasificarse a dos pre mundiales. En el 2014 clasificaron por primera vez a una competencia femenina en CONCACAF, luego de clasificar líder de la eliminatoria con 7 puntos por encima de Guatemala, El Salvador y Belice. Ya en el pre mundial, perdió en su partido de debut 0-2 ante Trinidad y Tobago, luego volvió a perder pero esta vez por una horrorosa goleada de 10-1 ante México, anotando el único gol hondureño Seidy Cruz, primero en competencias de CONCACAF. En su último partido, Honduras consiguió un histórico triunfo de 3-0 ante las anfitrionas las Islas Caimán, anotando Linda Fonseca en dos ocasiones y Johana López Rivera. Lastimosamente, Honduras quedó tercera del grupo, eliminada de la competencia pero feliz por la clasificación a una competencia femenina de CONCACAF.
Su segundo éxito fue el siguiente año, también con la selección Sub-20. Esta vez Honduras era anfitriona del certamen. En su partido de debut en el Estadio Olímpico Metropolitano de San Pedro Sula ante la selección de Jamaica. Empató 2-2 con goles de la hondureña-estadounidense Elexa Bahr en dos ocasiones. En su segundo partido le gana 2-0 a Trinidad y Tobago, cobrando venganza por el último partido entre las dos. En esta ocasión anotaron Fátima Romero y Elexa Bahr. En su último partido de grupo cayo derrotada ante Canadá con un marcador de 0-2. A pesar de la derrota consiguió un histórica clasificación a semifinales enfrentando a los Estados Unidos en semifinales. En el partido contra EE.UU cayo derrotada por un marcador de 0-7. Pese a la derrota todavía tenía la oportunidad de clasificar al mundial ante México en el partido por el tercer lugar. Lastimosamente cayeron 0-2, esfumándose la oportunidad de clasificar a un mundial femenino. Sin embargo, todo el país se mostró orgulloso ante una selección que con ningún apoyo lograron un puesto en semifinales.
La selección mayor de Honduras muy poco apoyo, solo ha jugado partidos contra las selecciones de UNCAF y una vez ante México , cayendo derrotada en esa ocasión por 0-6, en el Pre-preolímpico de CONCACAF del 2003. Solo le ha ganado a Guatemala en un amistoso en el 2003, a Nicaragua en 3 veces, siendo la más amplia un 4-0 en los Juegos Centroamericanos del 2001 y a Belice, que en su único enfrentamiento, lo goleó 8-0, siendo esta su victoria más amplia a nivel mayor femenino. Esta victoria fue en las eliminatorias de UNCAF para la Copa Oro Femenina, que clasifica al mundial, esta vez al de Canadá del 2015. Generalmente Honduras solo participa en eliminatorias para el mundial y para los Olímpicos, aunque en el último pre-preolímpico no participó. El último partido que jugó fue en la eliminatoria para el mundial de Canadá de 2015, cayendo derrotada 4-1 ante Panamá. No ha vuelto a tener actividad, solo a niveles menores.

## Estadísticas

### Copa Mundial Femenina de Fútbol
| Edición | Resultado               | Posición                | PJ                      | PG                      | PE                      | PP                      | GF                      | GC                      |
| ------- | ----------------------- | ----------------------- | ----------------------- | ----------------------- | ----------------------- | ----------------------- | ----------------------- | ----------------------- |
| 1991    | No existía la selección | No existía la selección | No existía la selección | No existía la selección | No existía la selección | No existía la selección | No existía la selección | No existía la selección |
| 1995    | No existía la selección | No existía la selección | No existía la selección | No existía la selección | No existía la selección | No existía la selección | No existía la selección | No existía la selección |
| 1999    | No clasificó            | No clasificó            | No clasificó            | No clasificó            | No clasificó            | No clasificó            | No clasificó            | No clasificó            |
| 2003    | No clasificó            | No clasificó            | No clasificó            | No clasificó            | No clasificó            | No clasificó            | No clasificó            | No clasificó            |
| 2007    | No clasificó            | No clasificó            | No clasificó            | No clasificó            | No clasificó            | No clasificó            | No clasificó            | No clasificó            |
| 2011    | No clasificó            | No clasificó            | No clasificó            | No clasificó            | No clasificó            | No clasificó            | No clasificó            | No clasificó            |
| 2015    | No clasificó            | No clasificó            | No clasificó            | No clasificó            | No clasificó            | No clasificó            | No clasificó            | No clasificó            |
| 2019    | No clasificó            | No clasificó            | No clasificó            | No clasificó            | No clasificó            | No clasificó            | No clasificó            | No clasificó            |
| 2023    | No clasificó            | No clasificó            | No clasificó            | No clasificó            | No clasificó            | No clasificó            | No clasificó            | No clasificó            |
| 2027    | Por disputarse          | Por disputarse          | Por disputarse          | Por disputarse          | Por disputarse          | Por disputarse          | Por disputarse          | Por disputarse          |
| Total   | 0/9                     | -                       | -                       | -                       | -                       | -                       | -                       | -                       |

### Campeonato Femenino de la Concacaf
| Edición | Resultado               | Posición                | PJ                      | PG                      | PE                      | PP                      | GF                      | GC                      |
| ------- | ----------------------- | ----------------------- | ----------------------- | ----------------------- | ----------------------- | ----------------------- | ----------------------- | ----------------------- |
| 1991    | No existía la selección | No existía la selección | No existía la selección | No existía la selección | No existía la selección | No existía la selección | No existía la selección | No existía la selección |
| 1993    | No existía la selección | No existía la selección | No existía la selección | No existía la selección | No existía la selección | No existía la selección | No existía la selección | No existía la selección |
| 1994    | No existía la selección | No existía la selección | No existía la selección | No existía la selección | No existía la selección | No existía la selección | No existía la selección | No existía la selección |
| 1998    | No clasificó            | No clasificó            | No clasificó            | No clasificó            | No clasificó            | No clasificó            | No clasificó            | No clasificó            |
| 2000    | No clasificó            | No clasificó            | No clasificó            | No clasificó            | No clasificó            | No clasificó            | No clasificó            | No clasificó            |
| 2002    | No clasificó            | No clasificó            | No clasificó            | No clasificó            | No clasificó            | No clasificó            | No clasificó            | No clasificó            |
| 2006    | No clasificó            | No clasificó            | No clasificó            | No clasificó            | No clasificó            | No clasificó            | No clasificó            | No clasificó            |
| 2010    | No clasificó            | No clasificó            | No clasificó            | No clasificó            | No clasificó            | No clasificó            | No clasificó            | No clasificó            |
| 2014    | No clasificó            | No clasificó            | No clasificó            | No clasificó            | No clasificó            | No clasificó            | No clasificó            | No clasificó            |
| 2018    | No clasificó            | No clasificó            | No clasificó            | No clasificó            | No clasificó            | No clasificó            | No clasificó            | No clasificó            |
| 2022    | No clasificó            | No clasificó            | No clasificó            | No clasificó            | No clasificó            | No clasificó            | No clasificó            | No clasificó            |
| Total   | 0/11                    | -                       | -                       | -                       | -                       | -                       | -                       | -                       |

### Copa Oro Femenina de la Concacaf
| Edición | Resultado    | Posición     | PJ           | PG           | PE           | PP           | GF           | GC           |
| ------- | ------------ | ------------ | ------------ | ------------ | ------------ | ------------ | ------------ | ------------ |
| 2024    | No clasificó | No clasificó | No clasificó | No clasificó | No clasificó | No clasificó | No clasificó | No clasificó |
| Total   | 0/1          | -            | -            | -            | -            | -            | -            | -            |

## Últimos partidos y próximos encuentros
Actualizado al último partido jugado el 27 de octubre de 2024
| Fecha      | Ciudad              | Local       | Resultado | Visitante   | Competición                  |
| ---------- | ------------------- | ----------- | --------- | ----------- | ---------------------------- |
| 18-08-2023 | Ciudad de Guatemala | Guatemala   | 2:1       | Honduras    | Partido amistoso             |
| 20-09-2023 | Fort-de-France      | Martinica   | 0:2       | Honduras    | Clas. Copa Oro Femenina 2024 |
| 24-09-2023 | Tegucigalpa         | Honduras    | 1:1       | Nicaragua   | Clas. Copa Oro Femenina 2024 |
| 26-10-2023 | Tegucigalpa         | Honduras    | 0:1       | El Salvador | Clas. Copa Oro Femenina 2024 |
| 29-10-2023 | San Salvador        | El Salvador | 5:0       | Honduras    | Clas. Copa Oro Femenina 2024 |
| 29-11-2023 | Estelí              | Nicaragua   | 2:1       | Honduras    | Clas. Copa Oro Femenina 2024 |
| 03-12-2023 | Tegucigalpa         | Honduras    | 1:4       | Martinica   | Clas. Copa Oro Femenina 2024 |
| 24-10-2024 | Comayagua           | Honduras    | 1:1       | Guatemala   | Partido amistoso             |
| 27-10-2024 | Siguatepeque        | Honduras    | 1:3       | Guatemala   | Partido amistoso             |

## Jugadoras

### Última convocatoria
Convocatoria para disputar la Clasificación a la Copa Oro femenina 2024 en la fecha FIFA del 25 de octubre al 2 de noviembre de 2023.
| Posición       | Nombre                | Club                      |
| -------------- | --------------------- | ------------------------- |
| Guardameta     | Sherrie Arzú          | Xelajú MC                 |
| Guardameta     | Maddeline Nieto       | Olimpia                   |
| Defensa        | Bárbara Murillo       | Dade County               |
| Defensa        | Christian Girón       | Olimpia                   |
| Defensa        | Nicolle García        | Motagua                   |
| Defensa        | Keyla Aguilar         | Imprenta Dania            |
| Defensa        | Triumali Ramírez      | Olimpia                   |
| Defensa        | Alondra Aguilar       | Platense                  |
| Defensa        | Kerlyn de la O        | Marathón                  |
| Defensa        | Johana Espinal        | Dade County               |
| Centrocampista | Anyeli Rodríguez      | Motagua                   |
| Centrocampista | Mayra Ramos           | Imprenta Dania            |
| Centrocampista | Marcela Pineda        | Agente Libre              |
| Centrocampista | Débora Tobías         | Motagua                   |
| Centrocampista | Gabriela García       | Somotillo                 |
| Centrocampista | Riccy Hernández       | Somotillo                 |
| Centrocampista | Melida Morales        | Imprenta Dania            |
| Delantero      | Lesbia Puerto         | Fairmont State University |
| Delantero      | Kendra Haylock        | Under FC                  |
| Delantero      | Ingris Castellón      | Juventus Women            |
| Delantero      | Linda Moncada         | Olimpia                   |
| Delantero      | Yendy Martínez        | Olimpia                   |
| Entrenador     | Fernando Banegas (DT) |                           |